# Swamp Thing (DC Comics)
Swamp Thing (letterlijk te vertalen als moerasding) is een personage bedacht door Len Wein en Berni Wrightson voor DC Comics. Het personage komt voor in een groot aantal horror-fantasy stripboeken met dezelfde naam. Swamp Thing is een humanoïde massa van planten, die in de meeste verhalen zijn thuismoeras of het milieu in zijn algemeenheid verdedigt tegen zowel mensen als bovennatuurlijke bedreigingen.

## Oorsprong van het personage

### Eerste versie
Swamp Thing verscheen voor het eerst in House of Secrets #92 (juni-juli 1971). Hierin was hij nog wetenschapper Alex Olsen. De strip speelde zich af begin 20e eeuw. Een collega van Alex, Damian, probeerde Alex uit de weg te ruimen om zo Alex’ vrouw Linda ten huwelijk te kunnen vragen. Hij blies het lab op met Alex er nog in. Alex werd bedolven onder de chemicaliën, die hem fysiek veranderden in een monsterlijke vorm. Hij spoorde Ridge op en doodde hem. Daar hij niet in staat was Linda te overtuigen van wie hij werkelijk was, trok hij zich terug in het moeras.
Na het dit korte verhaal kregen de bedenkers van Swamp Thing de opdracht een stripserie rond het personage te schrijven. Hierin werd Swamp Thing veranderd in een meer heldhaftig wezen.
Het eerste deel, Swamp Thing #1, verscheen in november 1972, geschreven door Len Wein en getekend door Berni Wrightson. In deze serie werd de tijd waarin het verhaal zich afspeelde verplaatst naar de jaren zeventig van de 20e eeuw. De man die in Swamp Thing veranderde, heette niet meer Alex Olsen, maar Alec Holland. Na de explosie en verdwijning in het moeras die hem deden transformeren, was het zijn hoofddoel om een manier te vinden om weer mens te worden. Hierbij liep hij onder meer vijand Anton Arcane tegen het lijf, die in het wezen een middel ziet om zijn obsessie te verwezenlijken: onsterfelijk worden. Arcanes nichtje Abigail 'Abby' Holland en haar vriend Matthew 'Matt' Cable werden vetrouwelingen van Swamp Thing en vaste personages in de serie. Deze reeks liep tot en met 1976.

### Herstart
Na het verschijnen van de Swamp Thing-film in 1982, begon DC Comics een nieuwe stripreeks over het wezen, Saga of the Swamp Thing. Dit keer deed Marty Pasko dienst als schrijver en Tom Yaetes als tekenaar. Swamp Thing ging opnieuw op zoek naar een manier om weer mens te worden. De inmiddels met elkaar getrouwde Abby Holland en Matt Cable keerden terug als zijn entourage, die werd aangevuld met de nieuwe personages Liz Tremayne en Dennis Barclay. Swamp Things voornaamste vijanden werden General Avery Carlton Sunderland, zijn Sunderpand Corporation en de geheime, onwettige DDI, een organisatie ingehuurd om elk bewijs voor het bestaan van het wezen te doen verdwijnen.

### Nieuwe origine
Na negentien delen werd Alan Moore aangesteld als nieuwe schrijver van Saga of the Swamp Thing, inmiddels getekend door Steve Bissette en John Totleben. Hij gaf het wezen in februari 1984 in deel #21 een nieuwe oorsprong; in een verhaal genaamd The Anatomy Lesson kwam het personage Jason Woodrue (alias de Floronic Man) erachter dat Swamp Thing weliswaar dacht dat hij een getransformeerde Alec Holland was, maar in werkelijkheid geen cel van deze man bevatte. In plaats daarvan bestaat hij uit een massa gewassen uit een moeras in Louisiana die zich gevoed heeft met zowel de stoffelijke overschotten van Holland als met het biologische supermiddel waaraan hij werkte. Door deze combinatie absorbeerde de massa gewassen het bewustzijn en de intelligentie van Holland. Omdat het volkomen nieuwe wezen dacht hem daadwerkelijk te zijn, 'herstelde' het daarbij een zo menselijk mogelijk lichaam, dat ze in werkelijkheid nooit had gehad. De oorspronkelijke Holland was in het moeras beland nadat er een bom ontplofte in zijn laboratorium, geplaatst door Nathan Ellery (Mr. E), die de formule voor zichzelf wilde.
Door het personage deze nieuwe achtergrond te geven, maakte Moore het Swamp Thing onmogelijk om ooit nog de mens Alec Holland te worden, waarmee de schrijver de voorheen voornaamste drijfveer van het wezen vernietigde. Hiermee creëerde hij voor zichzelf ruimte om heel andere kanten op te gaan met Swamp Thing. Het nieuwe wezen was forser dan zijn originele versie en in staat om te praten. In Swamp Thing Annual #2 (Down Amongst the Dead Men, januari 1985) voerde Moore het zo goed als goddelijke personage The Spectre op. Die herkende het wezen als een Elemental, een oerkracht met macht over de gehele natuurlijke wereld binnen het universum van DC. Swamp Thing ontmoette The Spectre in dit nummer tijdens een tocht door het nabestaan, waar hij ook Alec Holland ontmoette. In Swamp Thing #33 (Abandoned Houses, februari 1985) onthulde Moore dat er meer wezens waren zoals Swamp Thing. Drie anderen waren Albert Hollerer en Aaron Hayley (die deel uitmaken van de graphic novel Swamp Thing: Roots uit 1998)) en Alan Hallman, the Swamp Thing van de jaren 50 en 60. Schrijver Mark Millar schreef #144 (A Hope in Hell, juli 1994) tot en met het laatste nummer van de tweede reeks van (Saga of the) Swamp Thing, #171 (Trial by Fire deel 6 van 6, oktober 1996).

## Series en schrijvers
Swamp Thing was het hoofdpersonage in  vier stripboekseries en enkele specials. Tevens had hij gastoptredens in andere strips van DC Comics.

### Eerste serie
- #1–13: Len Wein
- #14–18, 21-22: David Michelinie
- #19–20, 23: Gerry Conway
- #24: Gerry Conway/David Anthony Kraft

### Tweede serie
- Annual 1 (non-continuity): Bruce Jones, gebaseerd op Wes Cravens script.
- #1–13, 16-19: Martin Pasko
- #14–15: Dan Mishkin
- #20-58, 60-61, 63-64, Annual 2: Alan Moore
- #59, 78, Annual 4: Stephen Bissette
- #62, 65-76, 79-87, Annual 3: Rick Veitch
- #77: Jamie Delano
- Annual 5: Neil Gaiman
- #88–100 102-109: Doug Wheeler
- #101: Andrew Helfer
- Annual 6, #110–115, 117-125, 127-138, Annual 7: Nancy A. Collins
- #116, 126, 139: Dick Foreman
- #140–143: Grant Morrison and Mark Millar
- #144–171: Mark Millar

### Derde serie
- #1–20: Brian K. Vaughan
- #1 Secret Files 2000: Brian K. Vaughan, Michael Zulli, Alisa Kwitney

### Vierde serie
- #1–6: Andy Diggle
- #7–8: Will Pfeifer
- #9–29: Joshua Dysart

### Gastoptredens
Naast zijn eigen strips deed Swamp Thing ook mee in de volgende series:
- The Brave and the Bold #122: Bob Haney (tussen vol 1, #18-19)
- Challengers of the Unknown #81-87: Gerry Conway
- DC Comics Presents #8: Steve Englehart
- The Brave and the Bold #176: Martin Pasko
- DC Comics Presents #85: Alan Moore (tussen vol. 2 #39-40)
- Crisis on Infinite Earths #4: Marv Wolfman (tussen #43-44)
- Crisis on Infinite Earths #5: Marv Wolfman (tegelijk met pagina 8-10 van #46)
- Legends of the DC Universe—Crisis on Infinite Earths: "The Untold Story": Marv Wolfman (tussen Crisis #5 en #46)
- Crisis on Infinite Earths #10: Marv Wolfman
- DC Challenge #11 Marv Wolfman, Cary Bates (tussen #50-51)
- Martian Manhunter #11: John Ostrander (between #56-57) (Oktober 1999)
- Infinity, Inc. #46: Roy Thomas, Dann Thomas (Tussen #69-70)
- Millennium #8: Steve Englehart (between #69-70)
- Captain Atom #16-17: Cary Bates, Greg Weisman (between #74-75)
- Hellblazer #9-10: Jamie Delano (surrounding #76)
- Black Orchid Vol. 1 #3: Neil Gaiman (between Annual #4 and #79)
- Firestorm, the Nuclear Man #90-93: John Ostrander, Tom Mandrake (between #90-91)
- Ambush Bug Nothing Special #1: Keith Giffen (tussen #117-118)
- New Titans Annual, Bloodlines Outbreak #9: Paul Witcover en Elizabeth Hand (tussen #126-127)
- Hellblazer #63: Garth Ennis (tussen #126-127)
- Black Orchid Vol. 2 #5: Dick Foreman (tussen #138-139)
- Vertigo Jam #1: Nancy A Collins (between #139-140)
- Guy Gardner: Warrior #29: Beau Smith (tussen #150-151)
- Batman #521-522: Doug Moench (tussen #159-160)
- Underworld Unleashed: Abyss - Hell's Sentinel #1: Scott Peterson (between #162-163)
- Guy Gardner: Warrior #39: Beau Smith (between #163-164)
- Green Lantern vol. 3, #81: Ron Marz
- Aquaman vol. 5, #32-33: Peter David
- The Spectre vol. 3 #62: John Ostrander
- V2K -- Totems #1: Tom Peyer
- Hellblazer #184-185, 189, 192-193, 200, 215: Mike Carey
- Infinite Crisis #6: Geoff Johns

## Prijzen
De Swamp Thing-stripreeks won verschillende prijzen. De serie won de Shazam Award voor “Best Continuing Feature” in 1973. Alan Moore won in 1985 en 1986 de Jack Kirby Awards voor Best Writer for Swamp Thing. Alan Moore, John Totleben, en Steve Bissette wonnen in 1985 de Jack Kirby Award voor Best Single Issue for Swamp Thing Annual 2. Ze wonnen tevens in 1985, 1986, en 1987 de Jack Kirby Awards voor Best Continuing Series for Swamp Thing. Berni Wrightson won de Shazam Award voor Best Penciller (Dramatic Division) in 1972 voor zijn werk aan de stripserie Swamp Thing. Len Wein won de Shazam Award voor Best Writer (Dramatic Division) voor zijn werk voor de Swamp Thing-strips. Len Wein en Berni Wrightson wonnen samen de Shazam Award voor Best Individual Story (Dramatic) in 1972 voor "Dark Genesis" in Swamp Thing nr. 1.

## In andere media
- In 1982 verscheen een Swamp Thing film, geregisseerd door Wes Craven. In 1989 kreeg de film een vervolg genaamd The Return of Swamp Thing.
- In 1990 kreeg Swamp Thing een live-action televisieserie, die drie seizoenen liep.
- In 1991 kreeg Swamp Thing een eigen animatieserie, geproduceerd door DiC Entertainment.